# Ritka kerekszájúcsiga
A ritka kerekszájúcsiga (Valvata macrostoma) kis méretű, kopoltyúval lélegző édesvízi csigafaj.

## Megjelenése

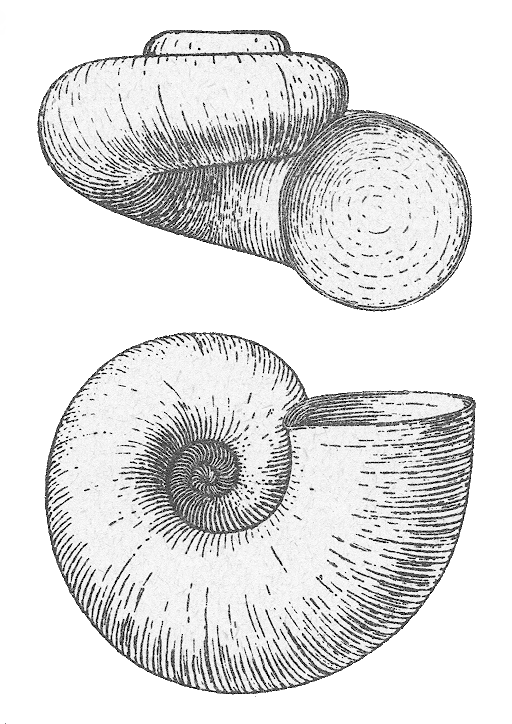
A ritka kereszájúcsiga háza

A csigaház 2–3 mm magas és 3,5–5 mm széles. Kanyarulatai gyorsan szélesednek, az első néhány kanyarulat egy síkban található, az utolsó náluk lejjebb. Köldöke igen tág, a ház átmérőjének egyharmadát-egynegyedét is kiteszi. A csigaház szájfedővel zárható, a csiga kis, tollszerű kopoltyúval szűri ki a vízben oldott oxigént.   

## Elterjedése
A ritka kerekszájúcsiga Észak-és Kelet-Európában honos a Brit-szigetektől a Baltikumig, Dél-Skandináviától Görögországig (sőt Anatóliában is megfigyelték), de elterjedési területén belül csak helyenként fordulnak elő populációi és létszáma csökken. Svájcban 1000 m magasságig találták meg. Angliában az 1970-ben ismert hat élőhelyéről kettőből már kipusztult, Hollandiában csak a keleti határ mentén él néhány helyen, Romániában csak a Duna felsőbb szakaszán találták meg. Svájcban, Csehországban, Németországban kritikusan veszélyeztetett, Ausztriában és Hollandiában veszélyeztetett, Angliában és Lengyelországban sebezhető státuszban van. Magyarországon biztosan csak a Bodrogközben él, korábban házait a legtöbb nagyobb folyóban megtalálták. 

## Életmódja
A vízinövényekkel gazdagon benőtt tavacskákat, holtágakat, csatornákat, tavak partközeli részét kedveli. Kedveli az iszapos aljzatot, érzékeny az oxigénkoncentráció csökkenésére. Elfordulási helyein viszonylag gyakori.
Hermafrodita, szaporodása szexuális. Petéit 7-12-es (max 35) csomagokban rakja le. Ivarérettségét 2-4 hónap alatt éri el (amikor házának átmérője 2,5–3 mm és 2,5 3 kanyarulatból áll), élettartama 1-2 év. Élete során mintegy 150 petecsomagot rak le.
Magyarországon nem védett.